# Gianni De Biasi
Pour les articles homonymes, voir Biasi.
Giovanni De Biasi, né le 16 juin 1956 à Sarmede, est un footballeur puis entraîneur italien naturalisé albanais.

## Biographie

### Carrière d'entraîneur
En tant qu'entraîneur, il entraînait l’équipe d’Albanie depuis 2011. Il réussit à qualifier la sélection albanaise pour le Championnat d'Europe de football 2016, une première pour l'Albanie. Le 13 juin 2017, il annonça au président et à la Fédération d'Albanie de football (FSHF) qu'il quitte le banc de l'équipe, un choix très difficile selon lui, mais souhaite le meilleur pour l'équipe.
Le 22 septembre 2017, il est recruté par le Deportivo Alavés (D1 espagnole). Il est limogé le 27 novembre 2017 après seulement sept matches.
En juillet 2020, il est nommé sélectionneur de l'équipe d'Azerbaïdjan de football.

## Palmarès

### Entraîneur
- Champion d'Italie de Serie C2 (Groupe B) en 1998 avec SPAL.
- Champion d'Italie de Serie C1 (Groupe A) en 2001 avec Modène.

## Distinctions
- Chevalier de l'ordre de l'Étoile d'Italie en 2017, pour sa contribution au renforcement de l'amitié italo-albanaise[4].